# 議論文
議論文，又叫説理文，是一種剖析事理，論述事理，發表意見，提出主張的文體。作者通過擺事實、講道理、辨是非、舉例子等方法，來確定某觀點正確或錯誤，樹立或否定某種主張。議論文具有觀點明確、論據充分、語言精煉、論證合理、有嚴密的邏輯性的特點。

## 要素
- 論點：作者所提出的見解和主張，是討論的中心觀點。
  - 中心論點[1]：即作者在文章中全力論證的總观点。
  - 分論點[1]：有時為了補充或支持中心論點，作者會從不同角度提出分論點。[2]
- 論據：用以支持論點的證據、理由、材料等。
  - 事實論據：即發生過的事情，如歷史事實、新聞大事、研究或統計數據等（參見經驗主義）。
  - 道理論據：指公認的道理，或名人的言論、寓言故事、科學定理等（參見理性主義）。
- 論證：用論據去支持和證明論點的方法或過程。
- 結論：重申自己的主張，呼應中心論點並總結全文。

其中，论点、论据、论证最为重要，是议论文的三要素。

## 駁論
駁論（英語：refutation）通常作為議論文的分論點之一，是通過先通提出或闡述反對方的觀點，再指出對方觀點的不合理之處，後再加以反駁的一種論證手法。駁論能加強文章的說服力，也能再次重申及鞏固上文所提出的論點，使論述內容更全面。駁論方法可分為三種：
1.直接反駁，即是運用論據或推理，直接證明敵論點是錯誤的方法。
2.反證法，為了證明對方的論點是錯誤的，可以先證明與其相矛盾的另一論點是正確的，這就是所謂反證法。例如：魯迅的《中國人失掉自信力了嗎》一文，為了駁斥“中國人失掉自信力了”這一錯誤論點，就提出“我們有並不失掉自信力的中國人在”這個正面論點，然後運用古往今來的事實，證明這一論點的正確性，從而駁倒了反面論點。
3.歸謬法，先假定對方的論點是對的，然後以它為前提，推導出一個明顯荒謬的結論，從而證明對方論點是錯誤的。例如：如果按那些政治“精英”們所述的理論來分析，只會產生這樣一個現實：即凡是走上資本主義私有化道路的國家，全部或至少大部都比社會主義經濟發展得快。但可惜的是，這種現實還不存在，這種材料在現實的世界上還沒有。

## 引題方法
- 開門見山法：首段即引出全文的中心論點。
- 引用開頭法：引用名人諺語來引起下文。
- 先破後立法：先反駁對方的觀點，再提出自己的立場和觀點。
- 先立後破法：先提出自己的立場和觀點，然後反駁對方的觀點

## 基本結構
- 引論：提出论题，点名论点，或交代议论的目的。
- 本论：从多方面剖析所论述的问题，并提出论据。
- 结论：归纳总结或重申论点，有时也会提出解决问题的办法。